# LGBT
LGBT (engleski: Lesbian, gay, bisexual, transgender) ili LGBTQ obuhvaća osobe koje se smatraju homoseksualcima, biseksualcima, transrodnima, queer ili osobama koje propitkuju svoj identitet (engl. questioning). Najčešće se smatra da skupina obuhvaća sve osobe koje pripadaju seksualnoj ili rodnoj manjini, uključujući sve seksualne i romantične orijentacije, spolna obilježja i rodne identitete koji nisu heteroseksualni, heteroromantični ili cisrodni.

## Opseg i terminologija
U LGBT se često uključuje dug niz seksualnih i rodnih manjina. U engleskome se izraz gender, sexual and romantic minorities ('rodne, seksualne i romantične manjine') ponekad koristi kao alternativni naziv za skupinu.
Skupine koje čine veći udio LGBT-a uključuju:
- osobe neheteroseksualne orijentacije, poput lezbijki, gejeva, biseksualaca i aseksualaca
- transrodne ili nebinarne osobe
- aromantične osobe
- interseksualce
- queer osobe, što se često koristi kao općeniti alternativni opis LGBT osoba, a ponekad za specifične identitete.

Postoji mnoštvo varijacija na pokratu, među kojima su LGBT, LGBT+, LGBTQ+ i LGBTQIA+.

## Zajednica
LGBT osobe mogu biti dijelom LGBT zajednice, koja se može definirati kroz zajedničku kulturu LGBT-a (poput gej naselja) na nekom geografskom području ili sudjelovanjem u organizacijama posvećenima LGBT-u. LGBT zajednica uključuje elemente poput društvenih pokreta, organizacija za prava LGBT osoba, studentskih skupina i vjerskih skupina koje podržavaju LGBT. Aktivisti i sociolozi konstrukciju LGBT zajednice smatraju protutežom heteroseksizmu, homofobiji, bifobiji, transfobiji, seksualizmu i konformističkim pritiscima koji se pojavljuju u obuhvatnom društvu. Neke LGBT osobe ne smatraju sebe dijelom te zajednice.

## Kultura
Kultura LGBT-a drastično se razlikuje ovisno o lokaciji i identitetu pripadnika. Učestali elementi uključuju:
- pokrete ponosa, zajedno s povorkama ponosa
- događanja poput Gay Gamesa i Southern Decadencea
- LGBT medija i djela LGBT osoba, uključivo s pokretom queer umjetnosti
- tvrtki LGBT-osoba, posebice onih čija su ciljna skupina LGBT osobe (npr. gej barovi ili Grindr).

Ne poistovjećuju se sve LGBT osobe s kulturom LGBT-a; uzrok tomu može biti geografska udaljenost, nesvjesnost o postojanju kulture, strah od društvene stigme ili osobne preferencije. Pokreti kao što su Queercore i Gay Shame kritiziraju komercijalizaciju i samouzrokovanu getoizaciju kulture LGBT-a.

## Povijest
Povijest LGBT-a počela je prvim zabilježenim slučajevima istospolne ljubavi te raznolike rodne ili seksualne identifikacije u kulturama širom svijeta. U mnogim je kulturama ova povijest uključivala marginalizaciju i progon, zbog čega je povijest LGBT-a ondje postala dio glavnostrujaške povijesti tek u posljednjih nekoliko desetljeća.
Godine 1994. u Sjedinjenim Američkim Državama započelo je godišnje obilježavanje Mjeseca povijesti LGBT-a, što je kasnije usvojeno i u drugim državama. To događanje uključuje naglašavanje povijesti LGBT osoba, povijesti njihovih prava te srodnih pokreta za društvena prava. U SAD-u se odvija u listopadu kako bi obuhvatilo Nacionalni dan izlaska (engl. National Coming Out Day), koji se obilježava 11. listopada. U Ujedinjenom Kraljevstvu Mjesec povijesti LGBT-a obilježava se u veljači od 2005. godine: članak 28, koji je lokalnim vlastima zabranjivao »promociju« homoseksualnosti ukinut je u Engleskoj i Walesu 2003., a isti je zakon (članak 2a u škotskome zakonu) 2000. godine ukinuo Škotski parlament. Važan je dio povijesti LGBT-a kada je Kraljica Beatrix od Nizozemske 2001. godine potpisala zakon koji je legalizirao istospolne brakove u Nizozemskoj.

## Prava
Zakonska prava LGBT osoba znatno se razlikuju u raznim teritorijima i državama. Ponegdje su istospolni brakovi zakonski prepoznati, a drugdje je na snazi smrtna kazna za homoseksualnost.
Zakoni koji utječu na LGBT osobe uključuju:
- zakonsku prepoznatost istospolnih brakova
- zakone o starateljstvu i posvajanju kod istospolnih partnera
- zakone o suzbijanju diskriminacije kod zaposlenja, obrazovanja, javnih usluga i sl.
- zakone o zločinu iz mržnje, koji nalažu posebne kazne za nasilje iz mržnje nad LGBT osobama
- zakone o korištenju toaleta (engl. bathroom bills), koji transrodnim osobama ograničuju korištenje prostorija razdvojenih prema spolu
- zakoni o sodomiji, koji kažnjavaju istospolne odnose
- zakoni koji se dotiču operacije promjene spola i zamjenske hormonske terapije
- zakonsko prepoznavanje promjene spola

Čak i u zemljama sa snažnom zaštitom njihovih prava, LGBT osobe i dalje mogu biti diskriminirane.